# Cavernago
Cavernago är en ort och kommun i provinsen Bergamo i regionen Lombardiet i Italien. Kommunen hade 2 639 invånare (2018).